# Getsemanski vrt
Getsemanski vrt (hebrejski גת שמנים, Gat-Schmanim) je mjesto u Jeruzalemu na obroncima Maslinske gore, najpoznatije po tome što je prema evanđeljima (Evanđelje po Mateju (26, 36-56), Evanđelje po Marku (14, 32-52), Evanđelje po Luki (22, 39-46)), Isus tamo molio sa svojim učenicima prije nego što ga je izdao Juda Iškariotski, noć prije raspeća. Maslinska gora planina je istočno od Jeruzalema obrasla maslinama a u podnožju Maslinske gore nalazi se Getsemanski vrt.
Još u biblijsko vrijeme zasađena su maslinova stabla. Getsemanski vrt je bio omiljeno sastajalište ranih kršćana. 1681. godine hrvatski vitezovi svetoga reda Jeruzalemskoga, Pavao, Antun i Jakov Branković iz Sarajeva
otkupili su Getsemanski vrt otkupila od tadašnjih turskih vlasnika, muslimana i darovali ga franjevačkoj zajednici, u čijem se vlasništvu nalazi sve do danas. O toj darovnici svjedoči trojezična ploča koja se nalazi s desne strane pored ulaza u vrt.

## Getsemanski vrt u literaturi
Događaji iz evanđelja opisanih u Getsemanskom vrtu obrađeni su i u literaturi 19. stoljeća.
Annette von Droste-Hülshoff tematizirala je Isusovu sudbinu u baladi nazvanoj po Getsemanskom vrtu.
Detlev von Liliencron pozabavio se u baladi Legende tematikom Isusove usamljenosti neposredno pred čin Judine izdaje. Rudyard Kipling obrađuje temu u svojoj pjesmi Gethsemane (1914. – 1918.) u vezi s Prvim svjetskim ratom.

## Vanjske poveznice
- Catholic Encyclopedia on Gethsemane
- Paul’s Knowledge of the Garden of Gethsemane Narrative  Arhivirana inačica izvorne stranice od 7. travnja 2006. (Wayback Machine), by Christopher Price
- FotoTagger Annotated Galleries - Gethsemane in the art and reality
- Article on the history of the Russian monastery itself
- Synoptischer Vergleich und Wirkungsgeschichte des Bibeltextes: Jesus in Gethsemani  Arhivirana inačica izvorne stranice od 14. svibnja 2014. (Wayback Machine) (PDF-Datei; 2,99 MB)